# Viola Paulitz
Viola Paulitz, coneguda també com a Viola Müller (nom de casada), (Hildesheim, Baixa Saxònia, 22 de març de 1967) és una antiga ciclista alemanya. Va combinar la carretera amb el ciclisme en pista. Va participar en dues edicions dels Jocs Olímpics.

## Palmarès en ruta
- 1987
  - Vencedora d'una etapa al Tour de França
- 1989
  -  Campiona d'Alemanya en ruta
  - Vencedora d'una etapa al Postgiro
- 1992
  -  Campiona d'Alemanya en ruta
- 1996
  -  Campiona d'Alemanya en ruta
  - Vencedora d'una etapa a la Volta a Mallorca
- 1997
  - Vencedora de 5 etapes al Tour de l'Aude
- 1998
  - 1a al Novilon Euregio Cup

## Palmarès en pista
- 1989
  -  Campiona d'Alemanya en puntuació